# Бой под Юзефувом
Бой под Юзефувом — сражение произошедшее 12 (24) апреля 1863 год между польскими мятежниками и регулярными войсками, в окрестностях села Юзефув. Сражение является частью Январского восстания.

## Предыстория
После стычки под Боровыми Млынами произошедшей 4 (16) апреля 1863 года повстанческий отряд полковника Марцина Бореловского временно отступил на территорию Австрийской империи, однако всего через несколько недель вернулся на территорию, охваченную восстанием, укомплектованный новобранцами и вооружением. Несмотря на то, что Бореловский, осознавая численное превосходство регулярных войск, отказался от участия в крупных сражениях, ограничившись совершением диверсий и вылазок против небольших отрядов противника, местные власти вскоре вновь обратили на него свое внимание.
Во второй половине апреля повстанцы разместились на отдых в лагере близ села Юзефув. Ранее узнав об этом из Билгорая выступил отряд регулярных войск в составе 4-х стрелковых рот и 2 эскадронов кавалерии под командованием подполковника Толмачева и майора Огалина.

## Бой
Утром 12 (24) апреля 1863 года находящиеся на отдыхе повстанцы подверглись внезапной атаке превосходящих сил регулярных войск, которые уже в первые минуты боя полностью окружили повстанческий лагерь. Бореловский, осознав всю серьёзность своего положения, приказал мятежникам отступать к болотам. Прикрывать их отход остался отряд из 70 стрелков под командованием капитана Мечислава Романовского. В ходе последовавшей перестрелки, продолжавшейся несколько часов, русским удалось занять мятежный лагерь. Тем не менее большей части отряда Бореловского более-менее организованно удалось сначала отступить, а затем и уйти от преследования болотами.

## Последствия
Из 70 мятежников участвовавших в прикрытии отхода отряда Бореловского 27 были убиты и ещё 13 попали в плен. Среди убитых был и командир арьергарда польский поэт — Мечислав Романовский получивший в бою огнестрельное ранение в голову. Потери регулярных войск остались неизвестными. Тем не менее благодаря действиям людей Романовского отряду Бореловского удалось сохранить большую часть личного состава оружия и продовольствия, оторваться от преследования и соединившись 16 (28) апреля 1863 года с отрядом Сигизмунда Кусковского продолжить вооруженную борьбу. Погибшие повстанцы по приказу Огалина были похоронены в братской могиле на сельском кладбище Юзефува.